# Megabalanus dolfusii
Megabalanus dolfusii is een zeepokkensoort uit de familie van de Balanidae. De wetenschappelijke naam van de soort is voor het eerst geldig gepubliceerd in 1907 door de Alessandri.